# 永寿路
永寿路是中華人民共和國上海市黃浦區的一條南北走向道路，北起延安東路，南至淮海東路，全長437米。該道路是1865年法國公司建立自來火行時順帶修建，由於自來火行位於道路西側，所以道路又名自來火行東街或東自來火街。後又更名永年街。1943年10月更名永壽街，路名來自陝西永寿县。1945年12月更名永壽路。